# Муромцев, Георгий Сергеевич
Гео́ргий Серге́евич Му́ромцев (26 марта 1932, Москва — 23 марта 1999, Москва) — советский и российский учёный. Академик ВАСХНИЛ (1973, РАСХН с 1992), в 1973—1979 гг. главный ученый секретарь её президиума, доктор биологических наук, профессор. Возглавлял ВНИИ сельскохозяйственной биотехнологии (1980—1999) и ВНИИ сельскохозяйственной микробиологии (1970—1973).
Лауреат премии Совета Министров СССР (1985).

## Биография

Могила Г. С. Муромцева и его отца на Новодевичьем кладбище Москвы

Родился 26 марта 1932 года в Москве в семье Муромцевых Сергея Николаевича и Веры Григорьевны.
В 1954 году закончил биолого-почвенный факультет Московского государственного университета по специальности микробиология (микология) и физиология растений. В 1955—1957 годах проходил обучение в аспирантуре ВНИИ сельскохозяйственной микробиологии. Затем работал в:
- ВНИИ удобрений и агропочвоведения ВАСХНИЛ (1958—1960, старший научный сотрудник);
- ВНИИ фитопатологии ВАСХНИЛ (1960—1970, заведующий лабораторией, заместитель директора по научной работе);
- ВНИИ сельскохозяйственной микробиологии (1970—1973, директор);
- Президиуме ВАСХНИЛ (1973—1979, главный ученый секретарь);
- ВНИИ прикладной молекулярной биологии и генетики (1979—1987, заведующий лабораторией и директор);
- ВНИИ сельскохозяйственной биотехнологии (1987—1999, директор).

В 1963 году защитил диссертацию на соискание ученой степени доктора биологических наук на тему «Биологический синтез гиббереллинов».
Вице-президент Всероссийского общества физиологов растений. Член Биотехнологической академии и Нью-Йоркской Академии наук, Европейского и Американского обществ физиологии растений.
Жил в Москве в Малом Козихинском переулке, 8; на улице Чкалова, 48/48; Ленинском проспекте, 3; улице Шухова, 18.
Умер 23 марта 1999 года в Москве. Похоронен на Новодевичьем кладбище рядом с отцом (8 участок, 6 ряд).

## Награды и заслуги
- Награждён орденами Трудового Красного Знамени (1979) и «Знак Почета» (1966), а также медалями.
- Лауреат премии Совета Министров СССР (1985).
- Автор более 200 научных трудов, некоторые из которых опубликованы за рубежом.
- Получил 15 авторских свидетельств и патентов на изобретения.[3]